# Samuel Richardson
Samuel Richardson   (Derbyshire i Mackworth, 19 d'agost de 1689 - Londres, 4 de juliol de 1761) va ser un escriptor i editor del segle xviii. Va saltar a la fama amb la publicació de les novel·les epistolars Pamela i Clarissa, que van ajudar a la introducció del romanticisme a Anglaterra i França. La trama és un melodrama amorós escrit en primera persona on les noies protagonistes narren els seus esforços per a mantenir la virtut davant homes poderosos.
Les dues novel·les van ser traduïdes a diversos idiomes i van tenir multitud d'imitacions, algunes paròdiques, i fins i tot adaptacions com a minisèries televisives.